# 木曜Junk チン☆パラの出没!ハモのはし〜僕たちしたいんです〜
木曜Junk チン☆パラの出没!ハモのはし〜僕たちしたいんです〜（もくようジャンク - しゅつぼつ - ぼく）は、2003年4月〜同年9月まで、TBSラジオで毎週木曜日の24時台Junk枠（JRN系列ネット局は25時台）で放送されていたラジオ番組。

## 概要
- パーソナリティはチン☆パラ。
- 前番組はTHE★SCANTY シンデレラタイムオーバー。
- 2003年4月3日放送開始、24時台JUNKの撤廃に従い、同年9月25日に番組は終了。
- 放送時間は24:00〜25:00。
- コーナーに「学食パラダイス」、「ハモリ論」、「出没サークル ”ハモのはし”」など。